# Preobrazjenskaja Plosjtsjad
Preobrazjenskaja Plosjtsjad (Russisch: Преображенская площадь) is een metrostation in de Russische hoofdstad Moskou. Het station is gebouwd als een standaard ondergronds station in badkamerstijl uit de jaren 60. De zuilen op het perron zijn hier bekleed met Sorokonozjkamarmer maar verder is de sobere standaard aangehouden. Toen het station geopend werd lag er een plan om lijn 1 met twee takken in oostelijke richting te verlengen. De noordelijke van de twee takken zou lopen naar Metrogorodok en bij de Oelitsa Podbelskogo de destijds geplande ringlijn kruisen. De zuidelijke van de twee takken zou onder de Sjtsjolkovskoje Sjosse doorlopen tot de stadsgrens in het oosten. Deze tak zou bij Tsjerkizovskaja de geplande ringlijn kruisen en bij Sjtsjolkovskaja aansluiting bieden op het interlokale busstation. De zuidelijke tak staat nog steeds in de plannen, de noordelijke tak is geschrapt waarna de twee stations van de ringlijn alsnog zijn gebouwd en via een bocht op lijn 1 zijn aangesloten.  